# Lucyla
Lucyla, Lucylla – imię żeńskie pochodzenia łacińskiego, od słowa lux, czyli "światło", odpowiednik męskiego imienia Lucyliusz. Jego patronką jest św. Lucyla, męczennica.
Lucyla imieniny obchodzi 29 lipca i 31 października.

## Osoby o imieniu Lucylla
- Lucylla – cesarzowa rzymska z II wieku, żona Lucjusza Werusa
- Lucylla Pszczołowska – polonistka
- Lucélia Santos – brazylijska aktorka, odtwórczyni roli niewolnicy Isaury